# Kľúčovec
Kľúčovec és un poble i municipi d'Eslovàquia que es troba a la regió de Trnava, a l'oest del país.

## Història
La primera menció escrita de la vila es remunta al 1252.

## Galeria d'imatges

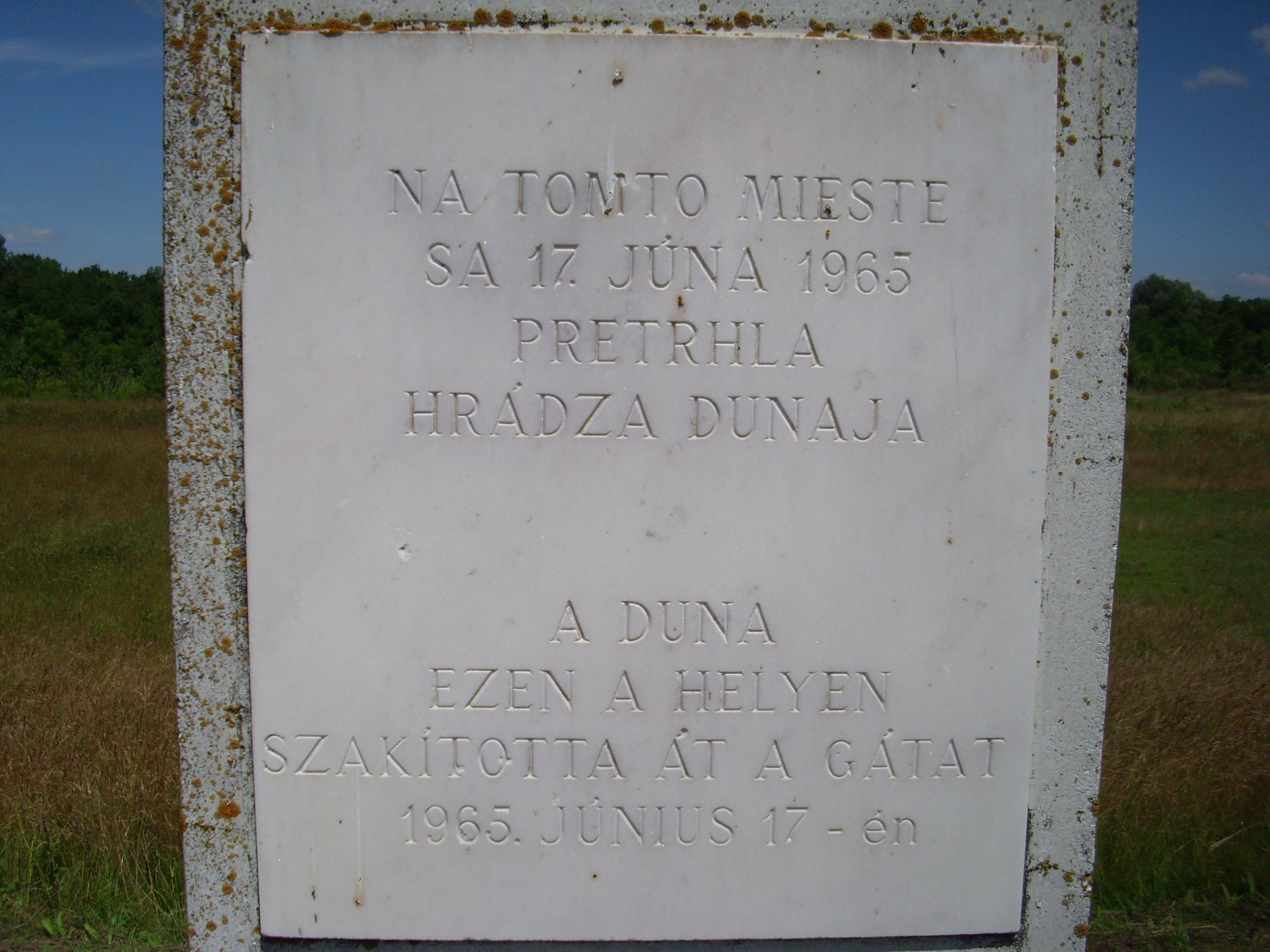
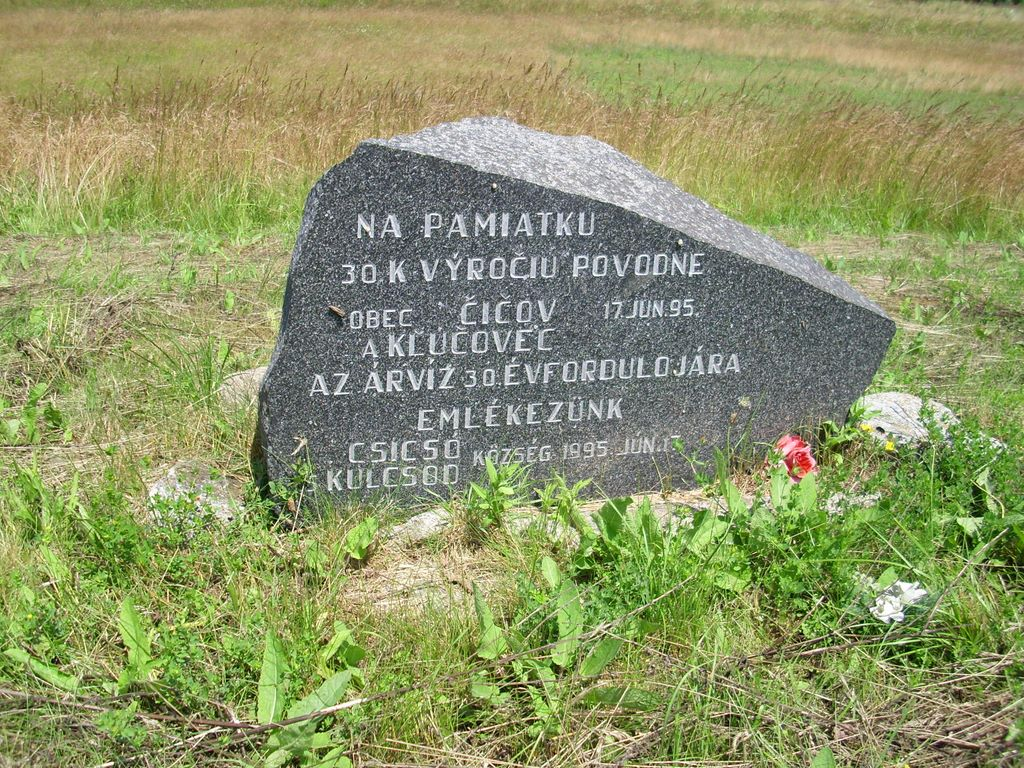
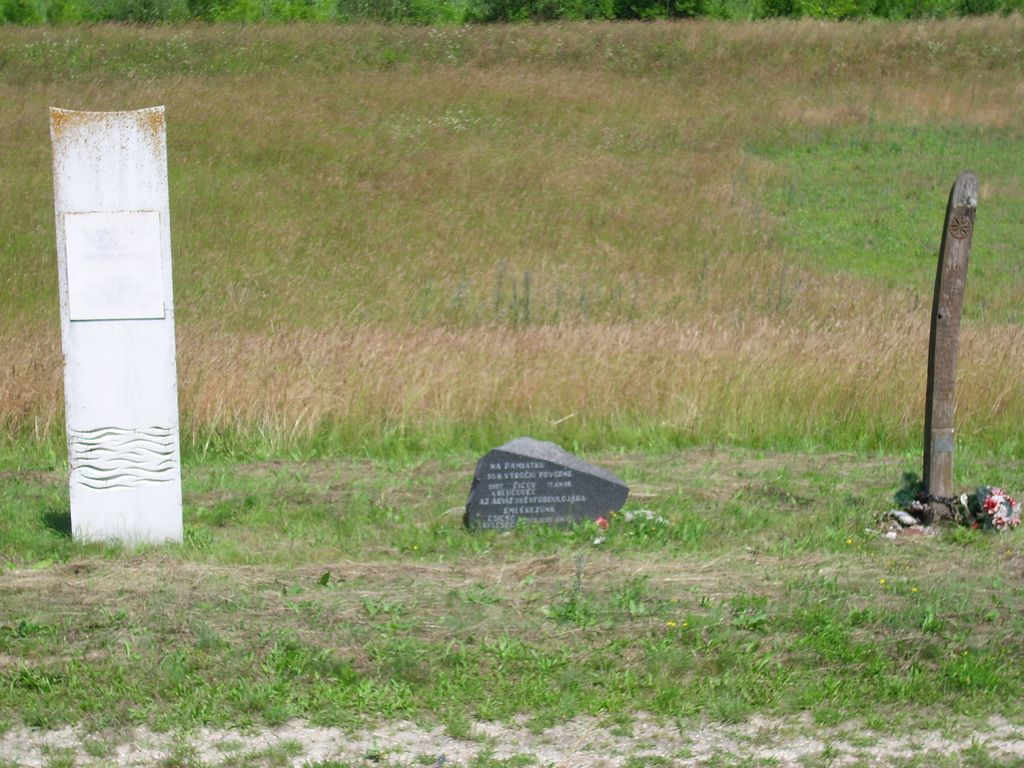
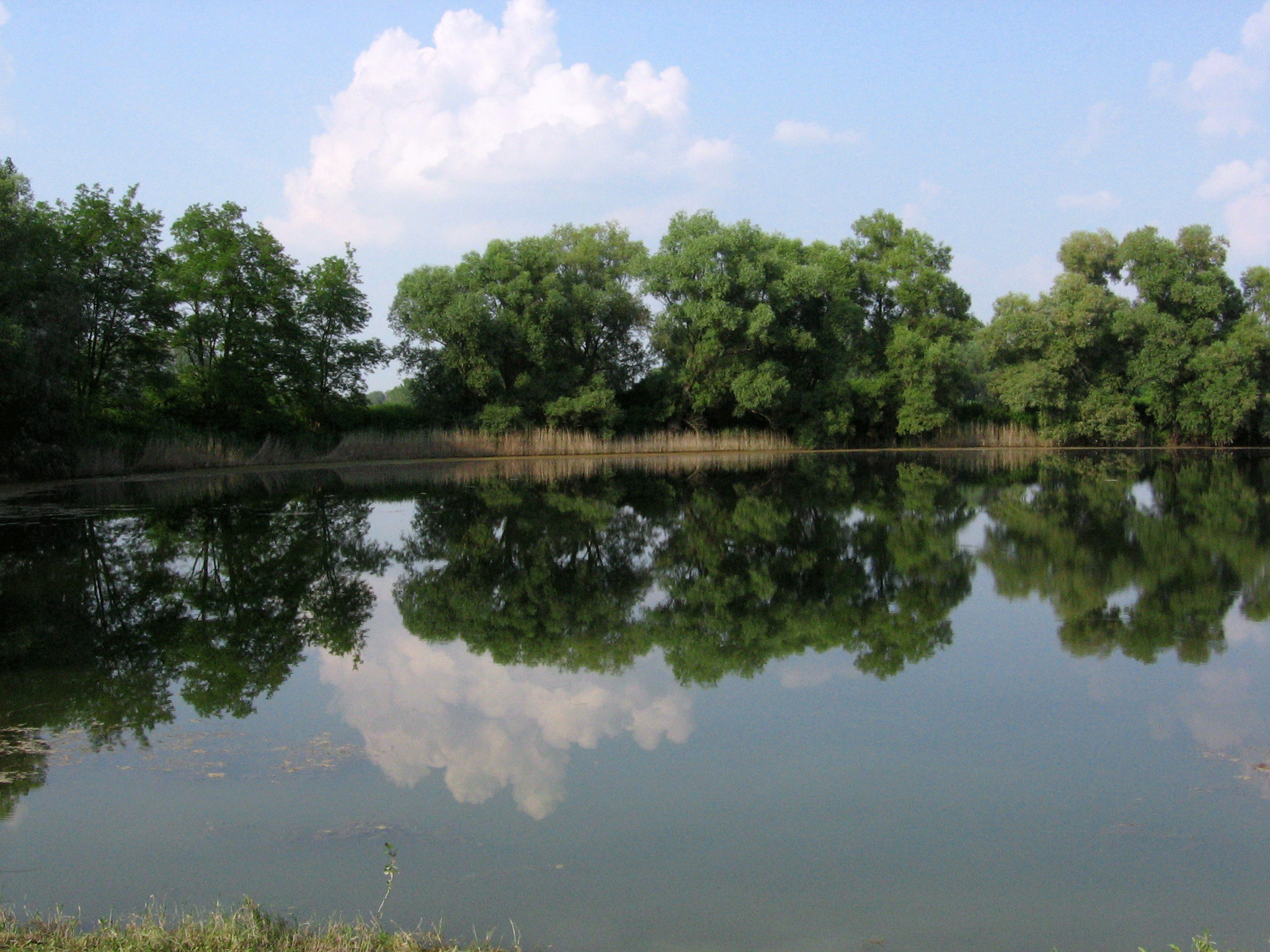

## Demografia
| Godina             | 1994 | 2004   | 2014   | 2024   |
| ------------------ | ---- | ------ | ------ | ------ |
| Nombre de persones | 359  | 387    | 365    | 345    |
| Diferència         |      | +7,79% | −5,68% | −5,47% |

| Godina             | 2023 | 2024   |
| ------------------ | ---- | ------ |
| Nombre de persones | 348  | 345    |
| Diferència         |      | −0,86% |